# Жюль Лефевр
Жюль Лефевр (фр. Jules Joseph Lefebvre; (14 березня 1836, Турне — 24 лютого 1911, Париж) — французький салонний художник, який спеціалізувався на зображенні прекрасних дівчат.

## Біографія

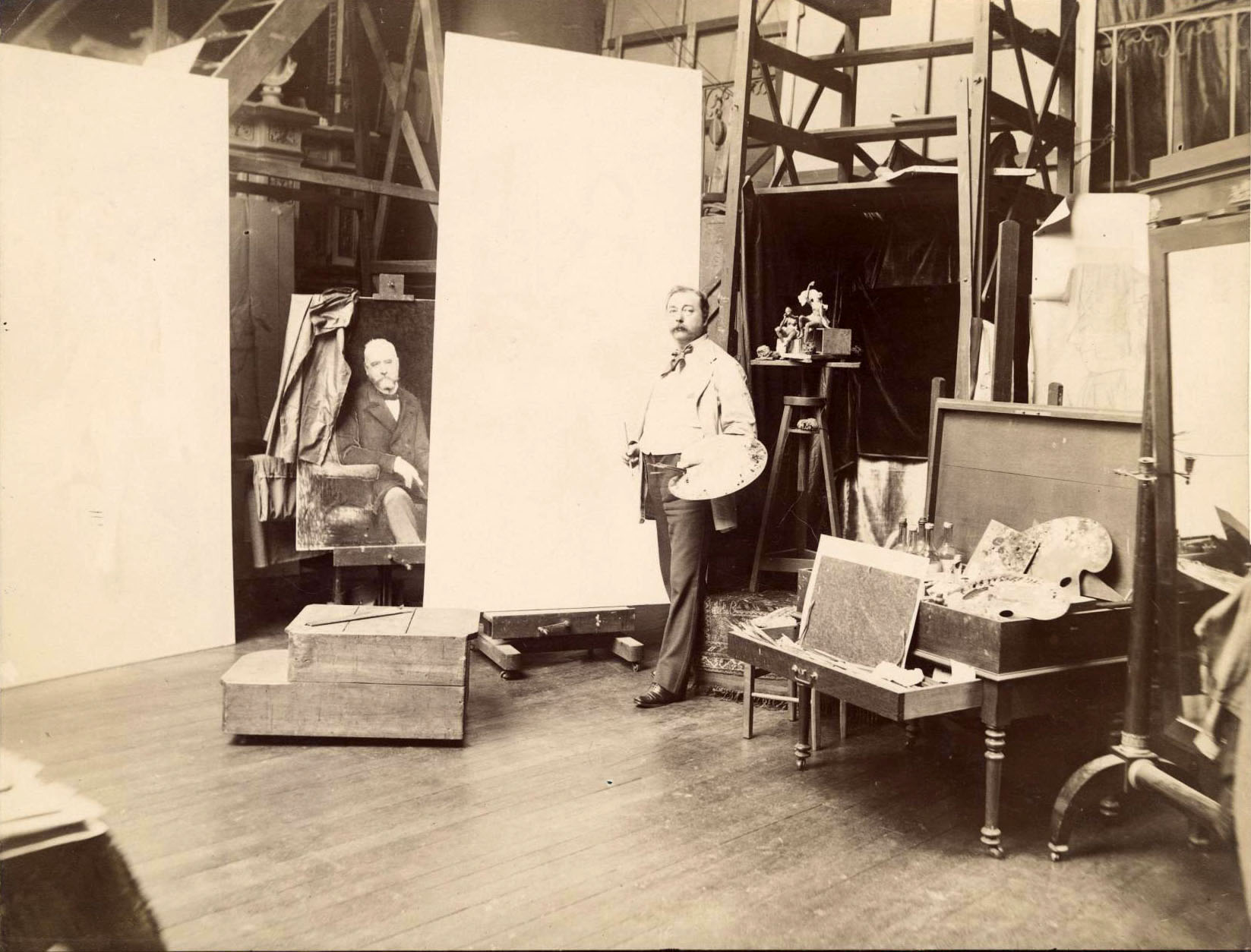
Жюль Лефевр у своїй студії

Отримав початкову художню освіту в Ам'єні, був потім учнем французького пейзажиста Леона Коньє в Парижі. Вперше виступив перед публікою на паризькій Всесвітній виставці 1855 року з демонстрацією чоловічого портрета.
У 1861 році за картину «Смерть Пріама» отримав головну Римську премію, після чого написав в Римі картини: «Юнак, котрий розфарбовує трагічну маску», «Дочірня любов римлянки» (1864), «Паломництво в монастир Сакро-Спак, поблизу Суб'яко» (1865), «Спляча молода дівчина» (1865), «Німфа та Діоніс-дитя» (1866) і «Папа Пій IX в Петровському соборі» (1867).
Повернувшись до Парижа, незабаром зайняв чільне місце серед французьких митців як приємний колорист і витончений, хоча й дещо манірний художник, особливо вправний у зображенні жіночої краси і в портретах.

## Роботи
Кращі твори, виконані ним з часу приїзду його з Рима: «Істина», фігура оголеної молодої жінки, що тримає над своєю головою променисту кулю (1870; в Музеї Орсе), «Бабка» (1872), «Пандора» (1877), «Миньона» (1878), «Діана з німфами, помічені під час купання» (1879), «Ф'яметта» (1881), «Ундіна» (1881), а також портрети імператорського принца (1874), віконтеси Монтеск'є та інші полотна. В Ермітажі представлена його картина «Марія Магдалина в гроті» (1876).

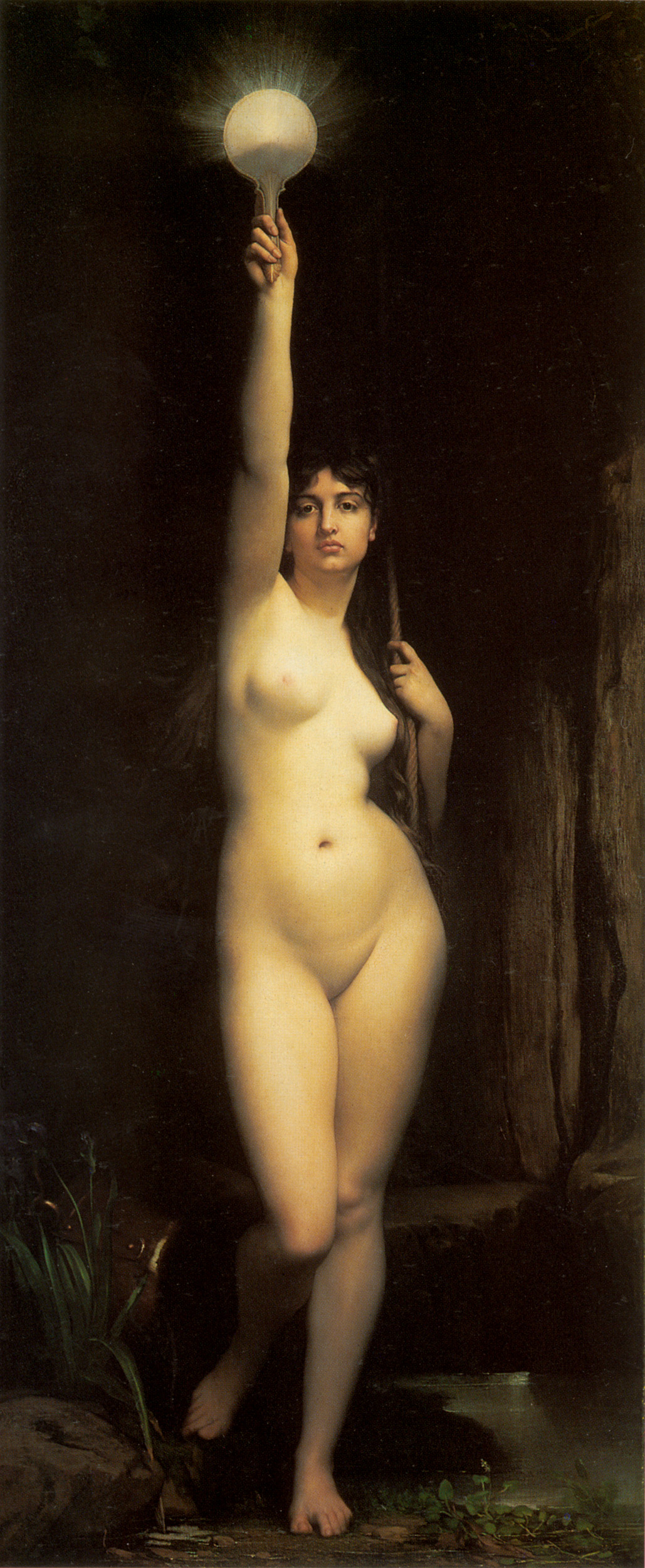
Істина (1870). Музей д'Орсе
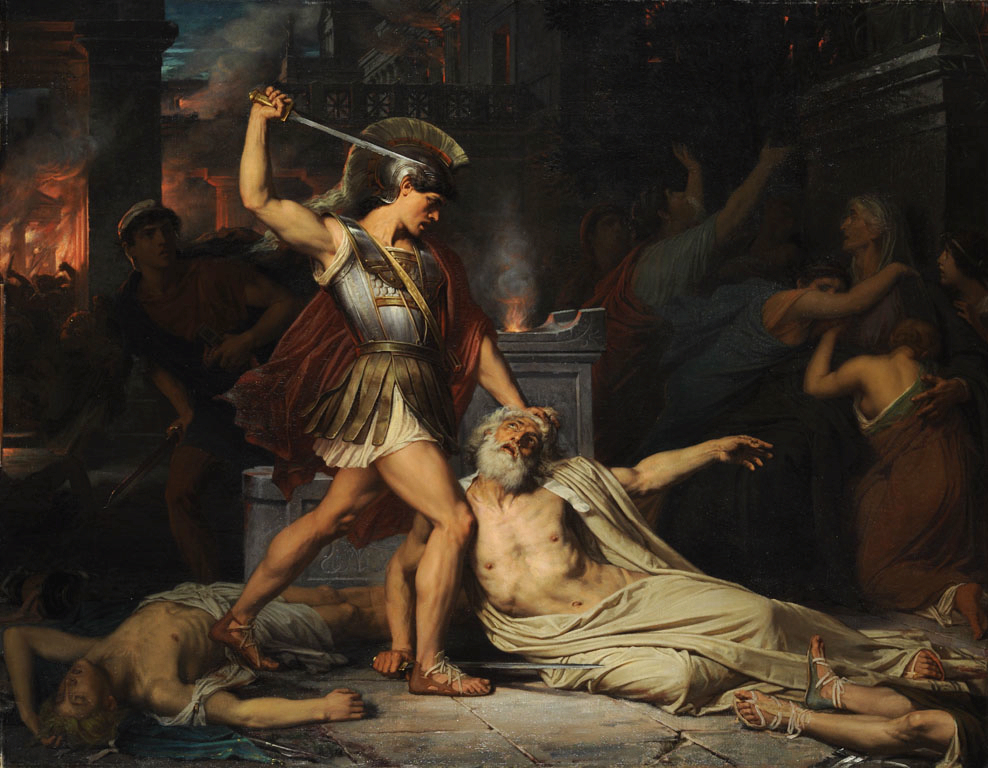
Смерть Пріама (1861)
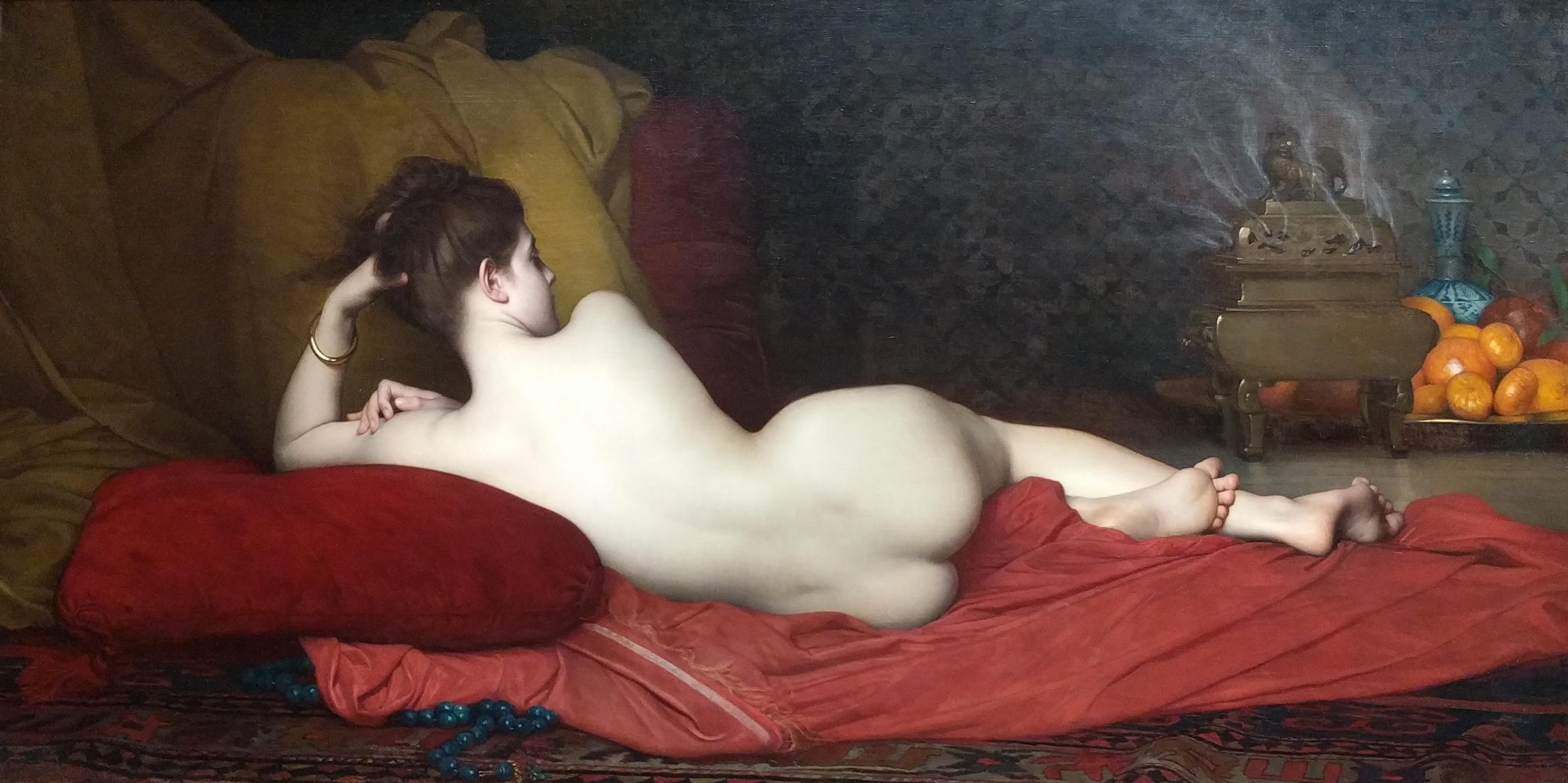
Одаліска (1874)
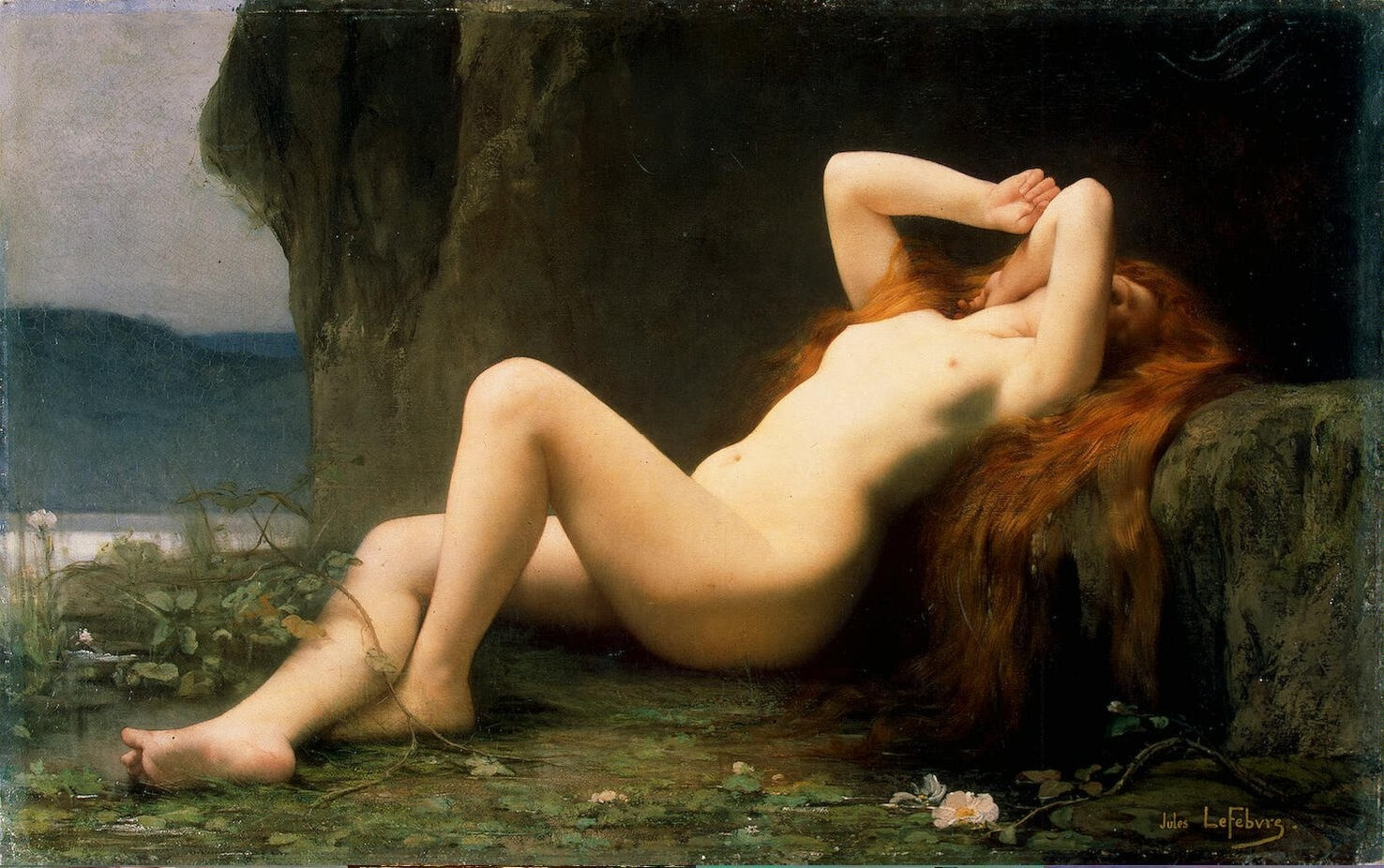
Марія Магдалина в гроті (1876). Ермітаж
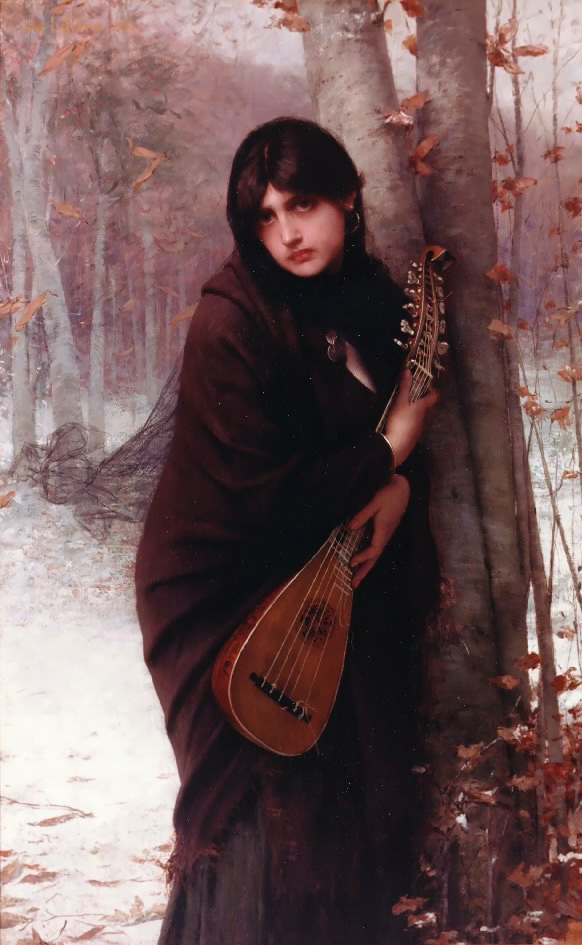
Дівчина з мандолиною (1870-ті). Приватна колекція Фреда і Шері Росс
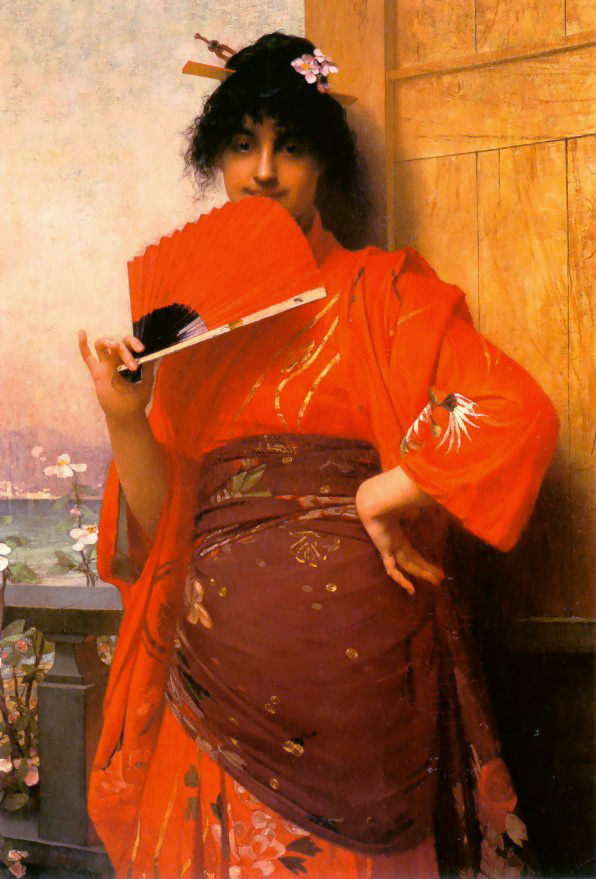
Японка - мова віяла (1882)
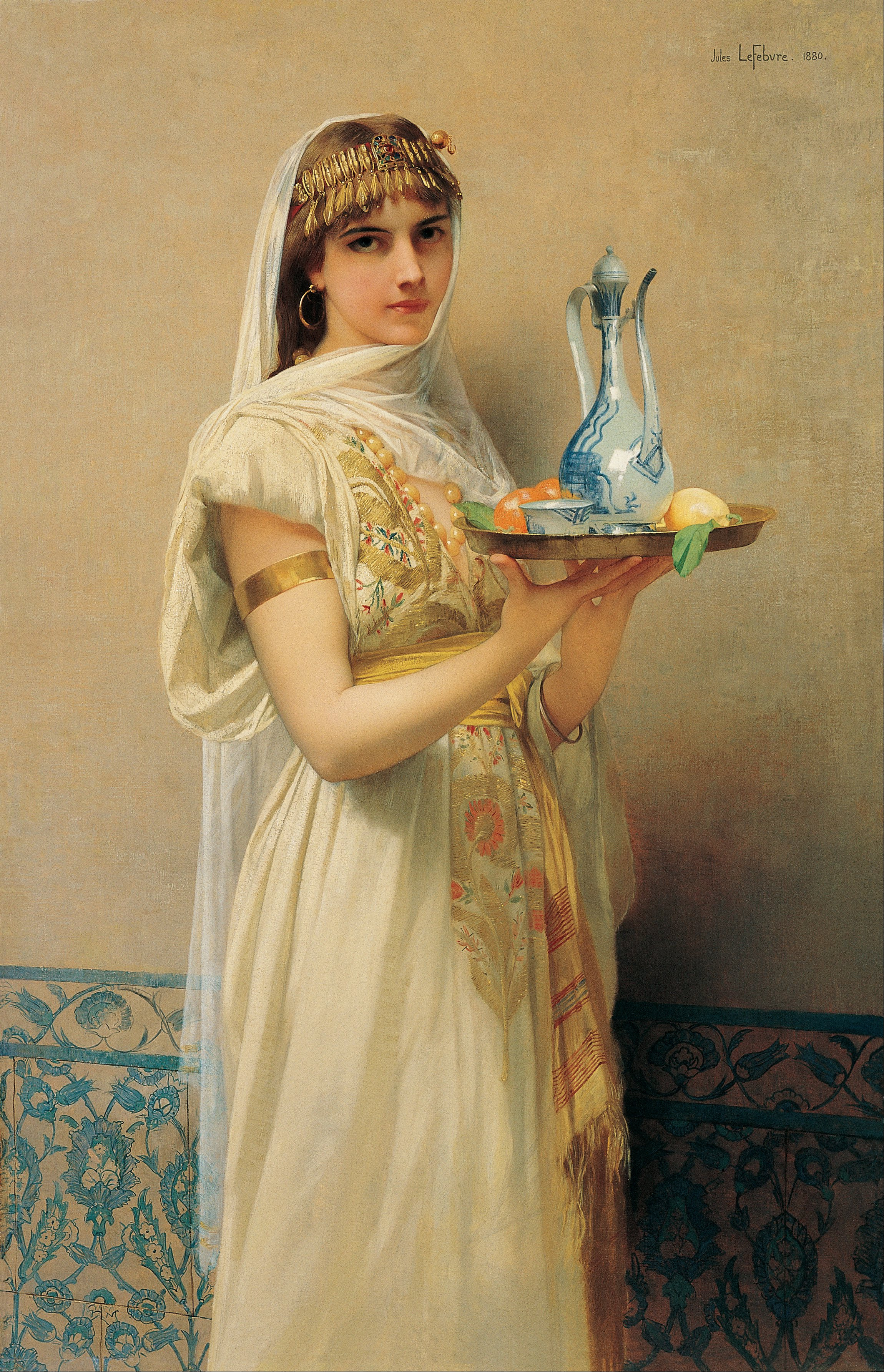
Служниця (1880). Музей Пера
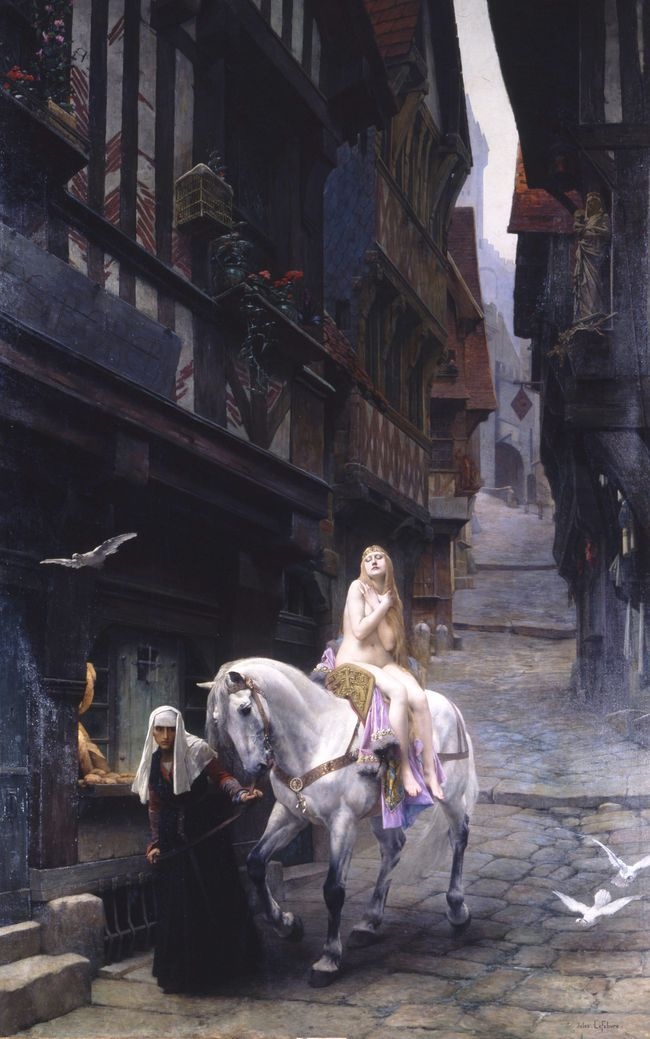
Леді Ґодіва (1891)